# Karen Austin
Karen Austin (Welch, 24 ottobre 1955) è un'attrice statunitense.

## Filmografia parziale

### Cinema
- Fish Hawk, regia di Donald Shebib (1979)
- S.O.B., regia di Blake Edwards (1981) - non accreditata
- Vacanze in Florida (Summer Rental), regia di Carl Reiner (1985)
- Doppio taglio (Jagged Edge), regia di Richard Marquand (1985)
- Lontano da casa (Far from Home), regia di Meiert Avis (1989)
- Jack colpo di fulmine (Lightning Jack), regia di Simon Wincer (1994)
- Lost in the Pershing Point Hotel, regia di Julia Jay Pierrepont III (2000)
- The Rum Diary - Cronache di una passione (The Rum Diary), regia di Bruce Robinson (2011)
- The Wicked Within, regia di Jay Alaimo (2015)

### Televisione
- Happy Days - serie TV, episodio 6x06 (1978)
- Agenzia Rockford (The Rockford Files) - serie TV, 1 episodio (1978)
- In casa Lawrence (Family) - serie TV, 2 episodi (1980)
- Waikiki - film TV (1980)
- Hill Street giorno e notte (Hill Street Blues) - serie TV, 3 episodi (1981)
- Glendora (The Quest) - serie TV, 9 episodi (1982)
- Celebrity - miniserie TV (1984)
- Giudice di notte (Night Court) - serie TV, 13 episodi (1984)
- A cuore aperto (St. Elsewhere) - serie TV, 4 episodi (1985)
- L.A. Law - Avvocati a Los Angeles (L.A. Law) - serie TV, 3 episodi (1986)
- Morire per amore (When the Time Comes) - film TV (1987)
- Laura Lansing ha dormito qui (Laura Lansing Slept Here) - film TV (1988)
- Gli strangolatori della collina (The Case of the Hillside Stranglers) - film TV (1989)
- Per amore di un bambino (Casey's Gift: For Love of a Child) - film TV (1990)
- I casi di Rosie O'Neill (The Trials of Rosie O'Neill) - serie TV, 6 episodi (1991-1992)
- Ricordi pericolosi (Murder or Memory: A Moment of Truth Movie) - film TV (1994)
- Live Shot - serie TV, 8 episodi (1995)
- Murder One - serie TV, 4 episodi (1997)
- Murder One: Diary of a Serial Killer - serie TV, 6 episodi (1997)
- Beverly Hills, 90210 - serie TV, 2 episodi (1999)
- Girlfriends - serie TV, 3 episodi (2002-2004)
- Fresh Hell - serie TV, 4 episodi (2011-2012)
- Whole Day Down - serie TV, 6 episodi (2011; 2012; 2015)

## Doppiatrici italiane
Nelle versioni in italiano delle opere in cui ha recitato, Karen Austin è stata doppiata da:
- Laura Gianoli in Happy Days
- Cinzia De Carolis in Giudice di notte
- Anna Rita Pasanisi in Doppio taglio
- Angiolina Quinterno in Colombo
- Marina Tagliaferri ne Gli strangolatori della collina
- Daniela Nobili in Star Trek: Deep Space Nine
- Vanna Busoni in The Profiler
- Anita Bartolucci in E.R. - Medici in prima linea
- Angiola Baggi in Cold Case - Delitti irrisolti
- Rita Savagnone in The Rum Diary - Cronache di una passione
- Ludovica Modugno in The Closer